# Leplaea laurentii
Leplaea laurentii är en tvåhjärtbladig växtart som först beskrevs av De Wild., och fick sitt nu gällande namn av E.J.M.Koenen & J.J.de Wilde. Leplaea laurentii ingår i släktet Leplaea och familjen Meliaceae. Inga underarter finns listade i Catalogue of Life.